# Banki
Banki és una vila del districte de Cuttack a l'estat d'Orissa, Índia. Es troba a 20° 23′ N, 85° 32′ E / 20.38°N,85.53°E. i la seva altitud mitjana és de 48 metres.

## Història
Banki fou també el nom d'un antic estat tributari protegit de l'Índia, del tipus zamindari que després va esdevenir propietat del govern. Era a Orissa i tenia una superfície d'uns 300 km² i una població el 1881 de 56.900 habitants. Tenia al nord el riu Mahanadi (que el separava dels estats de Baramba i Tigaria), a l'est amb el districte de Cuttack, al sud el districte de Puri i a l'oest l'estat de Khandpara; una petita part estava al nord del Mahanadi. La capital era Banki a la riba sud del Mahanadi; altres pobles eren Charchika, Baideswar, Kalapathar, i Subarnapur.
Va signar el protectorat el 1805 i va pagar un tribut fins al 1840 de 443 lliures; el 1840 l'estat fou confiscat a causa del fet que el raja fou condemnat per assassinat i empresonat de per vida. Va passar a control directe del govern de Bengala i administrat pel comissionat de Cuttack en la jurisdicció del qual fou inclòs. L'estat va incrementar la prosperitat sota els britànics i en deu anys quasi va doblar els ingressos. La població va passar de 49.426 habitants el 1872 (177 pobles) a 56.900 habitants el 1881, el 99,5% hindús. Era el territori més densament poblat d'Orissa.